# 锡巴里斯
锡巴里斯（希臘語：Σύβαρις），是古希腊在意大利南部大希腊地区的一座重要港口，位于塔兰托湾的克拉蒂河与科溪勒河入海口之间。
锡巴里斯于公元前720年由亚该亚人建立，因其是重要的通商口岸而积累了巨大财富，以其享樂主義而闻名。